# 沃洛恰耶夫卡农村居民点
沃洛恰耶夫卡农村居民点（俄语：Волочаевское сельское поселение）是俄罗斯联邦犹太自治州斯米多维奇区所属的一个农村居民点。其下辖有4个居民点，行政中心为游击队村。据2016年统计，该农村居民点的人口为2175人。